# Mofeta de nas porcí oriental
La mofeta de nas porcí oriental (Conepatus leuconotus) és una espècie de mofeta del gènere Conepatus. Aquesta mofeta de Centreamèrica i Nord-amèrica és la més grossa del món, amb una mida de fins a 82,5 cm de llarg i un pes de fins a 2,7 kg. Investigacions recents han dut a la conclusió que la mofeta de nas porcí occidental (anteriorment Conepatus mesoleucus) pertany a la mateixa espècie que la mofeta de nas porcí oriental i que Conepatus leuconotus és el nom correcte per la població combinada.